# Harald Madsen

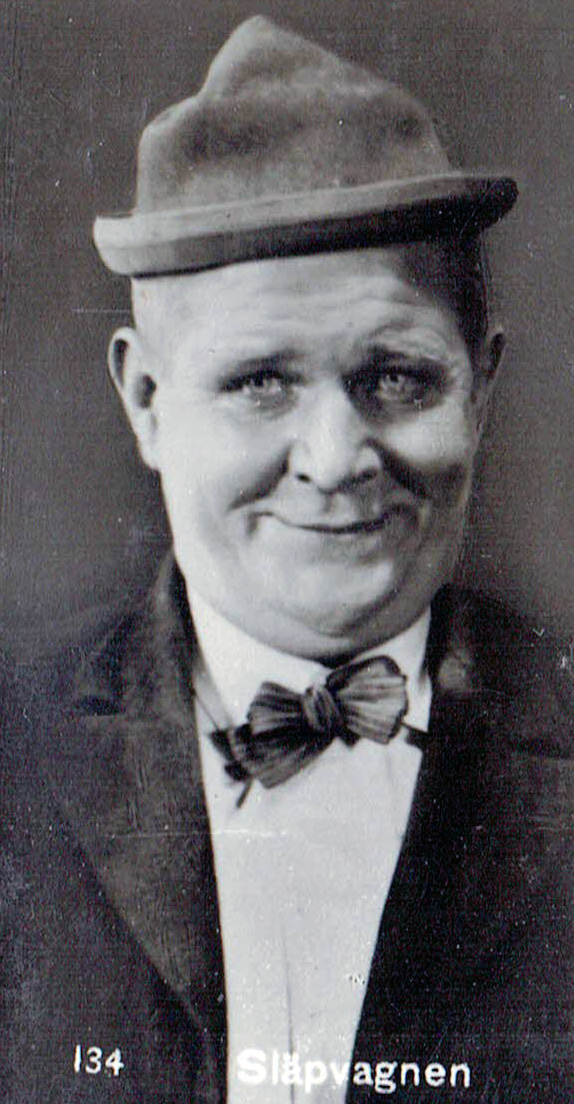
Harald Madsen

Harald Martin Madsen (* 20. November 1890 in Silkeborg; † 13. Juli 1949 in Kopenhagen) war ein dänischer Schauspieler. Er wurde in der Rolle des Patachon des Komikerduos Pat & Patachon international bekannt.

## Leben
Schon im Alter von 14 Jahren entwickelte er sein schauspielerisches Talent und ging zum Wanderzirkus. In den nächsten elf Jahren wurde er zu einem bekannten Artisten. Harald Madsen reiste in der von ihm ungeliebten Rolle des Zirkusclowns durch ganz Europa. Durch die Europa-Tour wurden viele Filmemacher auf ihn aufmerksam, bis schließlich der Regisseur Lau Lauritzen senior mit dem Produzenten der Palladium Filmgesellschaft unter den Zuschauern saß. Sie merkten schnell, dass der kleine dicke Clown am besten zu Carl Schenstrøm passte. Im Jahr 1920 wurde dann aus dem langen Dünnen und dem kleinen Dicken Pat und Patachon, und das Publikum war begeistert von der lustigen, unterhaltsamen Art der beiden. Obwohl Carl im Gegensatz zu Harald bereits Schauspieler war, hatten sie die nächsten 15 Jahre großen Erfolg zusammen.
Von dem Vermögen, das er dadurch verdiente, erfüllte er sich seinen Traum und gründete seinen eigenen Zirkus. Gegen Ende der 1930er-Jahre hatte er mit vielen langen Krankheiten zu kämpfen, seine kinderlose Ehe mit der aus Schweden stammenden Inga Sandberg (1892–1974) war zerrüttet, sein Zirkus ging bankrott und er bekam psychische Probleme.
In seinen letzten Lebensjahren lebte Madsen schließlich zurückgezogen in einem Zirkuswagen. 1947 sollte er mit einem anderen Schauspielkollegen das Komikerduo noch einmal aufleben lassen, aber sie blieben erfolglos. Er starb am 13. Juli 1949 im Alter von 58 Jahren. Seine Grabstätte befindet sich auf dem Hørsholm Kirkegård in Hørsholm, Region Hovedstaden, auf Seeland.